# Військовий призов у Швеції

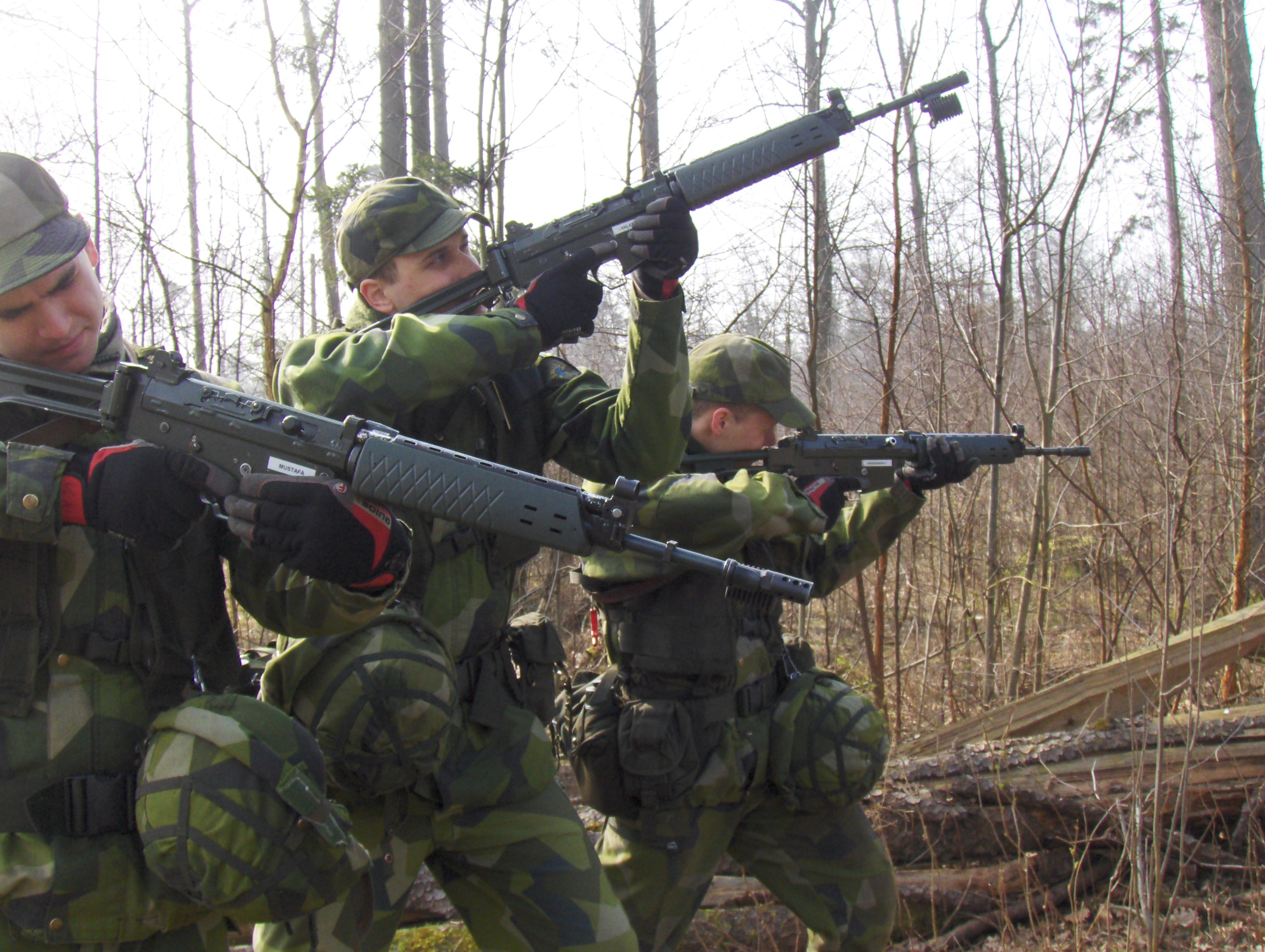
Шведські призовники у 2008 році

У Швеції військова служба обов'язкова (швед. värnplikt) для чоловіків з 1901 року, коли замінили систему індельти, яка використовувалася з 17 століття. З 2010 по 2017 роки призов на військову службу в мирний час був призупинений; разом з цим, у 2010 році закон про призов зробили гендерно нейтральним.
У 2017 році уряд Швеції вирішив відновити військову службу, посилаючись на посилення загроз національній безпеці. Починаючи з 2018 року на службу було призвано понад 4000 жінок і чоловіків. Призовників обирали з приблизно 13 000 молодих людей 1999 року народження для служби на 12 місяців.
Повідомлялося, що Збройні сили Швеції планували щорічно залучати 4000 новобранців для базової військової підготовки у 2018 та 2019 роках. Оскільки відповідна вікова когорта становила близько 100 тисяч осіб, це означало, що мали бути призвані близько 4 %: для порівняння, під час розпалу холодної війни службу проходили близько 85 % шведських чоловіків. За ухилення від призову передбачені штрафи, а на початку 2019 року, вперше після відновлення призову, ухилянцям було винесено перші покарання у вигляді тюремного ув'язнення.
Після завершення навчання військовозобов'язані переводяться в запас і призначаються на посади в штатні частини резерву.

## Невійськова служба
У Швеції особи, які відмовляються від військової служби, мають право вибирати альтернативну службу (так звану vapenfri tjänst). Після проходження альтернативної служби призовник переходить до цивільного резерву.

## Офіцери строкової служби
З 1983 по 2010 роки термін служби деяких військовозобов'язаних було продовжено до 450 днів, щоб забезпечити навчання командного складу роти. Під час розширеної підготовки вони мали звання сержантів. Після навчання вони були зараховані в запас у званнях старших лейтенантів і призначені командирами взводів або квартирмейстрами. Такі «офіцери строкової служби» не могли бути підвищені по службі, якщо вони не пройшли звичайну офіцерську підготовку у військовій академії.